# James Mangold
James Mangold (ur. 16 grudnia 1963 w Nowym Jorku) – amerykański reżyser, scenarzysta i producent. W 1995 otrzymał Nagrodę Festiwalową na Sundance Film Festival za najlepszą reżyserię dramatu Victor, syn Dolly.

## Filmografia

### Scenariusz
- 1988: Oliver i spółka (Oliver & Company)
- 1995: Victor, syn Dolly (Heavy)
- 1997: Cop Land
- 1999: Przerwana lekcja muzyki (Girl, Interrupted)
- 2001: Kate i Leopold (Kate & Leopold)
- 2005: Spacer po linie (Walk the Line)
- 2023: Indiana Jones i tarcza przeznaczenia (Indiana Jones and the Dial of Destiny)

### Reżyseria
- 1995: Victor, syn Dolly (Heavy)
- 1997: Cop Land
- 1999: Przerwana lekcja muzyki (Girl, Interrupted)
- 2001: Kate i Leopold (Kate & Leopold)
- 2003: Tożsamość (Identity)
- 2005: Spacer po linie (Walk the Line)
- 2007: 3:10 do Yumy (3:10 to Yuma)
- 2010: Wybuchowa para (Knight and Day)
- 2013: Wolverine
- 2017: Logan: Wolverine (Logan)
- 2019: Le Mans ’66 (Ford v Ferrari)
- 2023: Indiana Jones i tarcza przeznaczenia (Indiana Jones and the Dial of Destiny)

### Aktor
- 2002: Ostrożnie z dziewczynami (The Sweetest Thing) jako doktor Greg

### Producent wykonawczy
- 2001: Lift
- 2006: Uwaga, faceci! (Men in Trees)